# 十二月 〜Winter Caravan Strings〜
『十二月 〜Winter Caravan Strings〜』（じゅうにがつ 〜ウィンター・キャラバン・ストリングス〜）は、斉藤和義通算3枚目のライブ・アルバム。2002年3月20日発売。発売元はSPEEDSTAR RECORDS。規格品番：VICL-60872/3（特典ディスク付初回盤はVIZL-63）。2009年9月16日にSHM-CDにて限定発売された。規格品番：VICL-70017/18。

## 解説
2001年12月11日から26日までに全国7か所で、弦楽器（ヴァイオリン・ヴィオラ・チェロ）を従えて開催された“斉藤和義 十二月 〜Winter Caravan Strings〜”ツアー公演の模様を収録している。スタジオ・アルバムを含め、斉藤和義にとって初めてCD2枚組で発売された作品となる。
初回限定盤には、本編ディスク未収録の「月影」を収録した8センチCDが封入された。
2009年9月16日に13枚目のスタジオ・アルバム『月が昇れば』と同時発売で、特殊なCDプレーヤーでなくとも高音質再生が可能とされるスーパー・ハイ・マテリアルCDで限定発売された。デジパック仕様で、同日発売のCD-BOX『LIVE ALBUM SPECIAL BOX』（VIZL-340）にも収められている。尚、8センチCDは未封入。

## 収録曲

### Disc 1
1. 劇的な瞬間（4:24）
2. ロケット（3:25）
3. 幸福な朝食 退屈な夕食（6:36）
4. Baby, I Love You（2:46）
5. 進め なまけもの（4:27）
6. Rain Rain Rain（3:16）
7. マリリン（3:39）
8. 彼女（5:21）
9. 海に出かけた（4:20）
10. 僕の見たビートルズはTVの中（5:09）
11. どうしようもない哀しみに（6:09）

### Disc 2
1. 青い光（8:05）
2. 月の向こう側（5:25）
3. アゲハ（4:18）
4. ささくれ（4:58）
5. Mojo Life（5:27）
6. スナフキン・ソング（4:05）
7. 僕の踵はなかなか減らない（6:32）
8. Alright Chalie（4:53）
9. 歩いて帰ろう（4:48）

### Disc 3
1. 月影

- 全曲作詞・作曲: 斉藤和義
- ストリングスアレンジ: 村山達哉

## 関連作品
収録されているスタジオ・アルバム
- 青い空の下… - Disc.1 M-6・10
- 素敵な匂いの世界 - Disc.1 M-8
- WONDERFUL FISH - Disc.2 M-9
- ジレンマ - Disc.1 M-3・5、Disc.2 M-7
- Because - Disc.3 M-1
- COLD TUBE - Disc.1 M-7・9、Disc.2 M-1・3・8
- HALF - Disc.2 M-5
- 35 STONES - Disc.1 M-1・2・11、Disc.2 M-2・4

## 公演日程
|   | 日程       | 公演会場                   |
| - | ---------- | -------------------------- |
| 1 | 2001.12.11 | 広島NTTクレドホール        |
| 2 | 2001.12.16 | 東京青山劇場               |
| 3 | 2001.12.18 | 札幌サンプラザホール       |
| 4 | 2001.12.20 | 仙台電力ホール             |
| 5 | 2001.12.23 | 福岡市民会館               |
| 6 | 2001.12.25 | 神戸国際会館こくさいホール |
| 7 | 2001.12.26 | 名古屋市芸術創造センター   |